# Simulium mangabeirai
Simulium mangabeirai är en tvåvingeart som beskrevs av Vargas 1945. Simulium mangabeirai ingår i släktet Simulium och familjen knott. Inga underarter finns listade i Catalogue of Life.